# Snipes

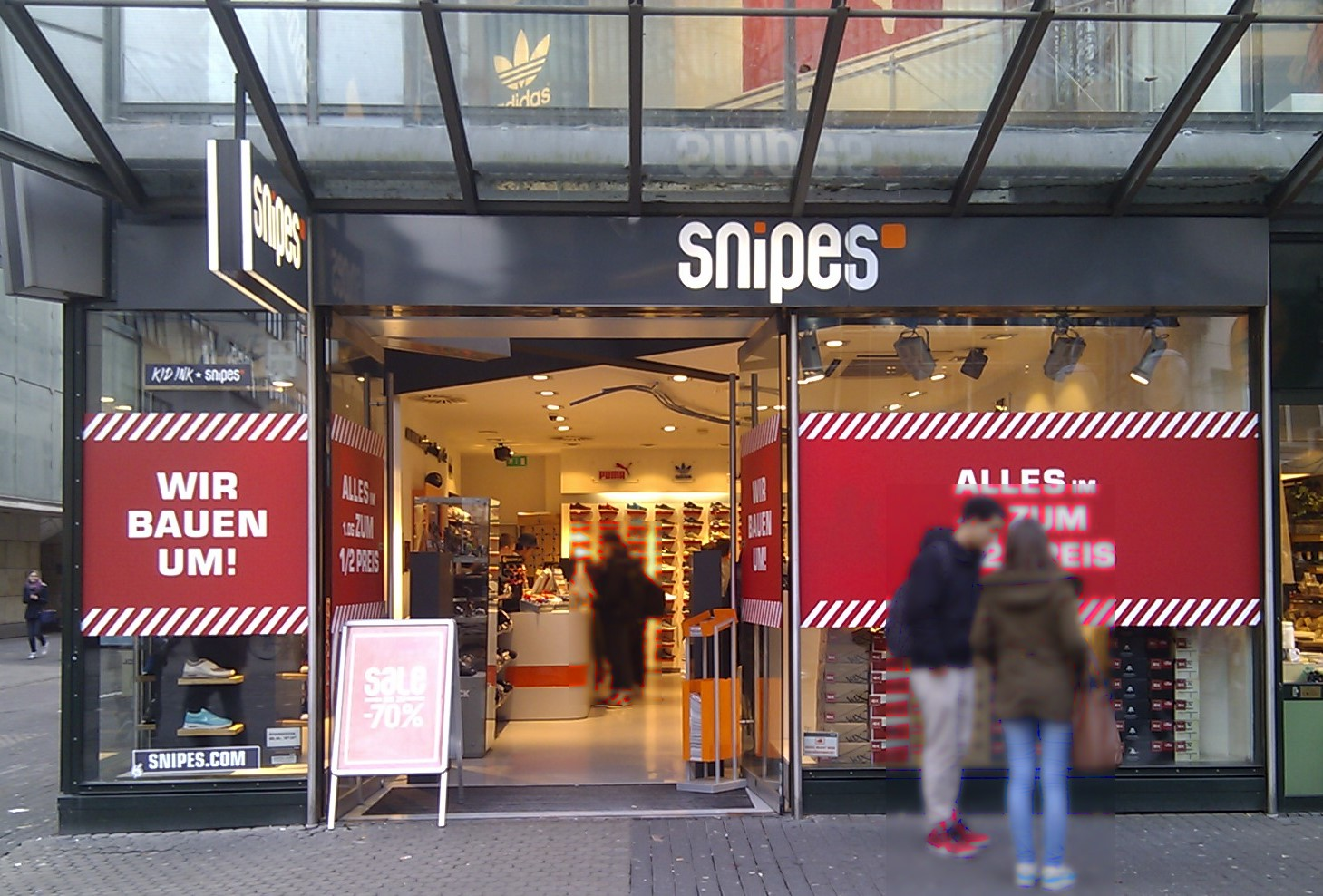
Boutique à Mannheim (2015)

Snipes (capitalisé SNIPES) est une enseigne allemande de magasins de vêtements streetwear et de sneakers. L'entreprise a été fondée en 1998 à Essen et est basée en Allemagne à Cologne. 

## Histoire
En 1998, Sven Voth ouvre une boutique de mode hip-hop à Essen et ne vendait que des marques sélectionnées de cette région. En 2007, il y avait 22 magasins Snipes en Allemagne qu'il avait construits sans capital extérieur. Les filiales en Autriche ont été ouvertes en tant que franchises avec Sport Eybl et Sports Experts en 2008. 
En 2011, Dosenbach-Ochsner AG a rejoint l'entreprise en tant que filiale de Deichmann SE et l'a reprise,. 
Snipes a lancé en 2016 sa seconde enseigne Onygo avec cinq magasins, qui ne proposent que du streetwear pour les femmes.  
En 2017, elle est apparue à Hambourg en tant que sponsor de l'événement e-sports ESL One. 
Snipes s'est étendu en 2019 aux États-Unis. À la suite du rachat de magasins de détail par les chaînes de distribution Kicks USA en janvier et M. Alan's en juillet 2019, le nombre de magasins est passé à 95. Le siège social de la société aux États-Unis est situé à Philadelphie.

## Entreprise
Snipes compte plus de 220 magasins dans neuf pays. Les pays dans lesquels Snipes est actif aux côtés de l'Allemagne sont la Belgique, la France, l'Autriche, le Portugal, la Suisse, les Pays-Bas, l'Espagne et l'Italie. L'entreprise gère également les magasins Onygo, qui s'adressent exclusivement aux femmes. En 2019, Snipes a acquis 95 magasins aux États-Unis. 
Snipes sponsorise des événements musicaux et sportifs dans divers domaines. Le breakdance et le hip-hop ainsi que le BMX et le skate sont au centre des préoccupations[réf. nécessaire]. 